# Papillon comète de Madagascar
Argema mittrei
Espèce
Le Papillon comète de Madagascar (Argema mittrei) est une espèce de lépidoptères nocturnes de la famille des Saturniinae, originaire des forêts humides de Madagascar.

## Description
Le mâle possède une queue d'environ 20 cm de long à l'arrière de chaque aile, ce qui en fait l'un des plus grands insectes au monde, capable d'atteindre  30 cm de long et  15 cm d'envergure. La femelle peut pondre entre 120 et  170 œufs. Les chenilles se développent ensuite pendant deux mois environ puis nymphosent. Les chrysalides font  10 cm de long et la soie dont laquelle elles sont formées est argentée. L'adulte qui en sort complètement formé ne survit qu'entre quatre et six jours car sa trompe est atrophiée et ne lui permet pas de se nourrir.

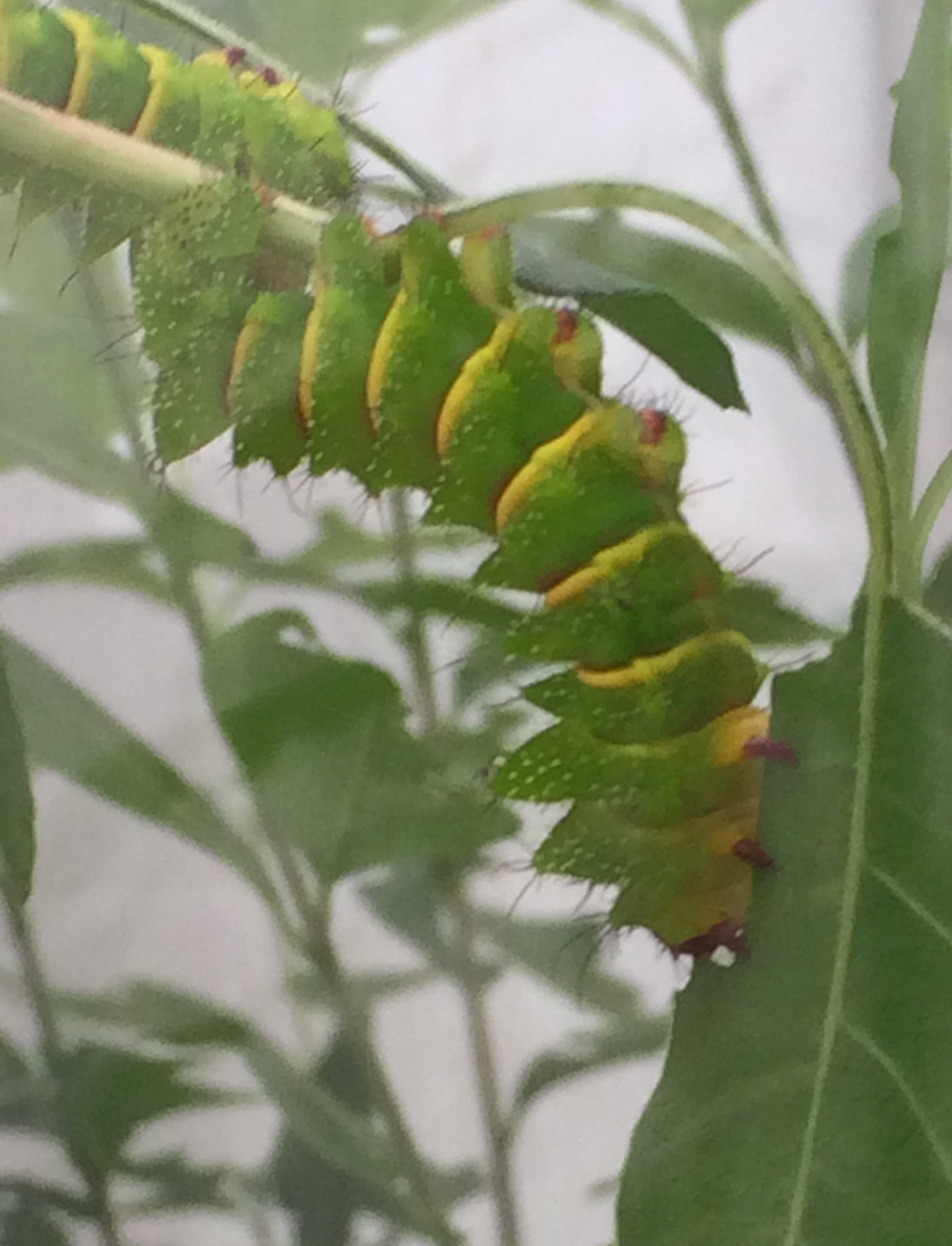
Chenille.
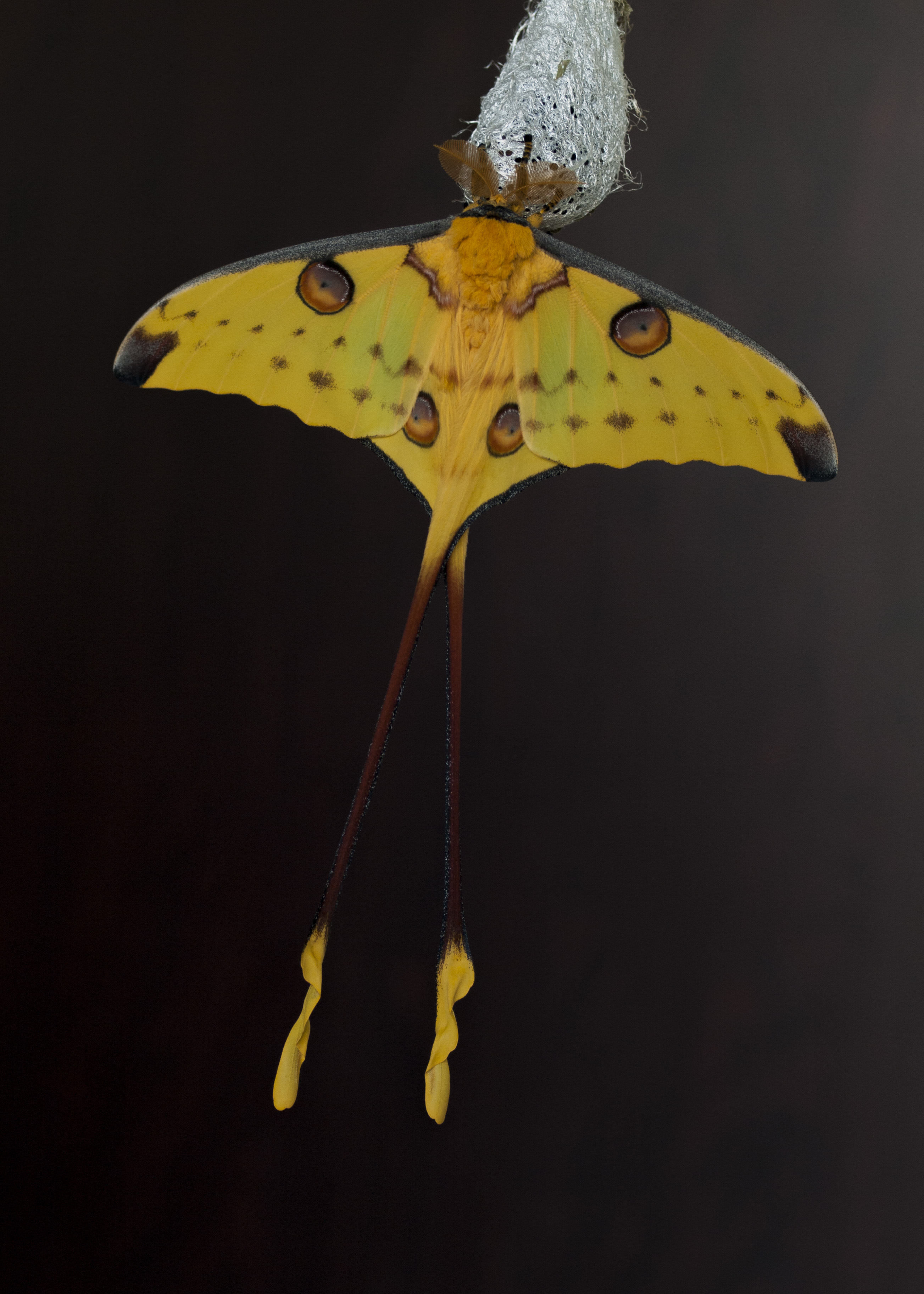
Imago mâle fraîchement émergé.
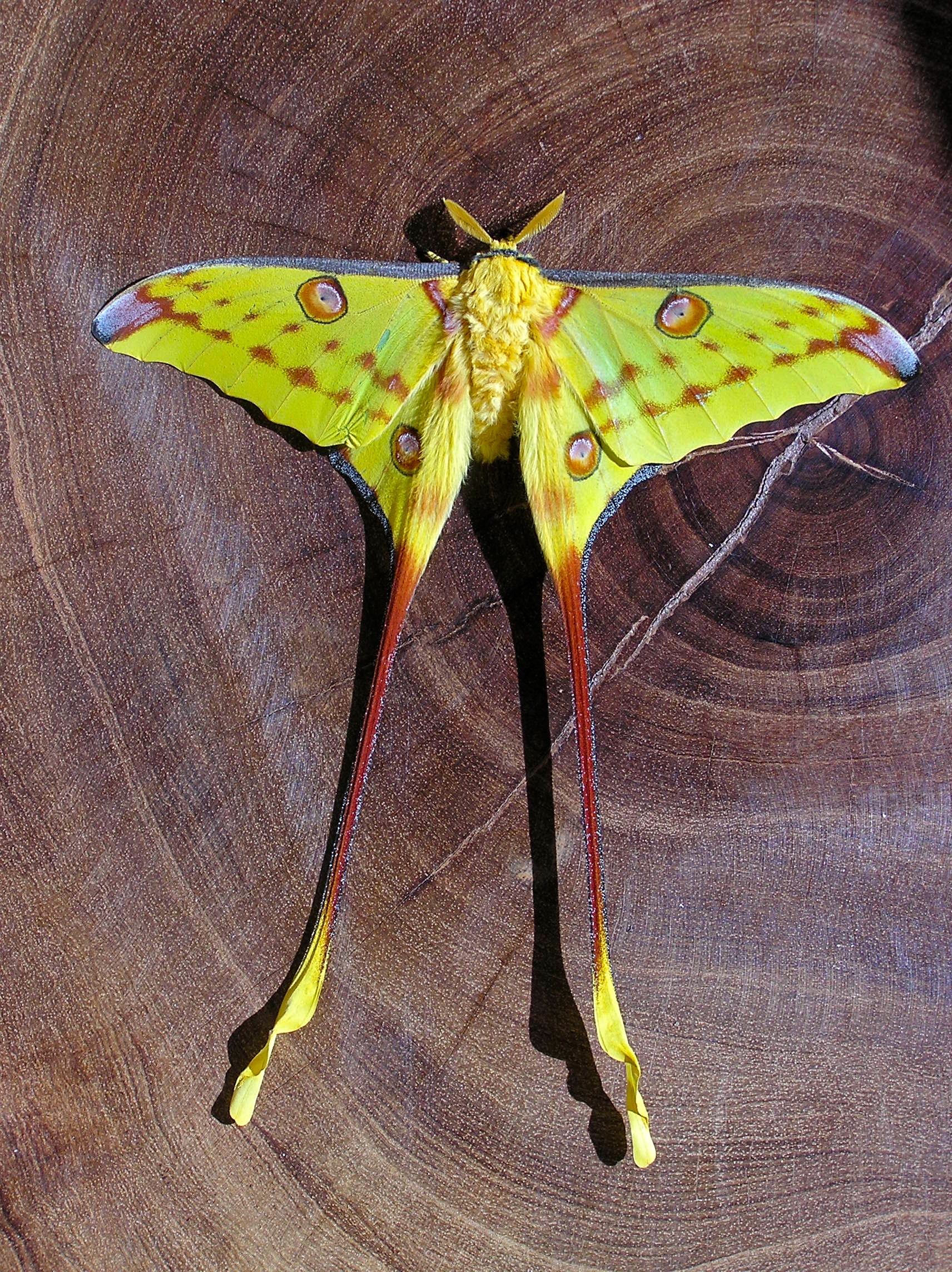
Autre imago mâle.

## Écologie et comportement
Ses plantes hôtes d'origine sont :
Weinmania eriocampa, Uapaca spp., Eugenia cuneifolia et Sclerocarya caffra, des plantes hôtes de substitution sont aussi
l'arbre à perruques (Rhus cotinus) , Eucalyptus gunnii, Pistachia therebinthus, Pistacia lentiscus, Rhus copallina, Rhus laurina, Rhus toxicodendron, Rhus typhina, Schinus molle, Schinus terebinthifolius, Mimosa spp. et Liquidambar styraciflua.

## Le Papillon comète de Madagascar et l'Homme
L'ancien billet malgache de 1 000 Ariary porte une illustration de ce papillon.

## Synonymes
- Argema cometes (Guenée, 1864)
- Argema idea (Felder, 1874)
- Argema madagascariensis (Barlett, 1873)[3]